# Claude Perrault

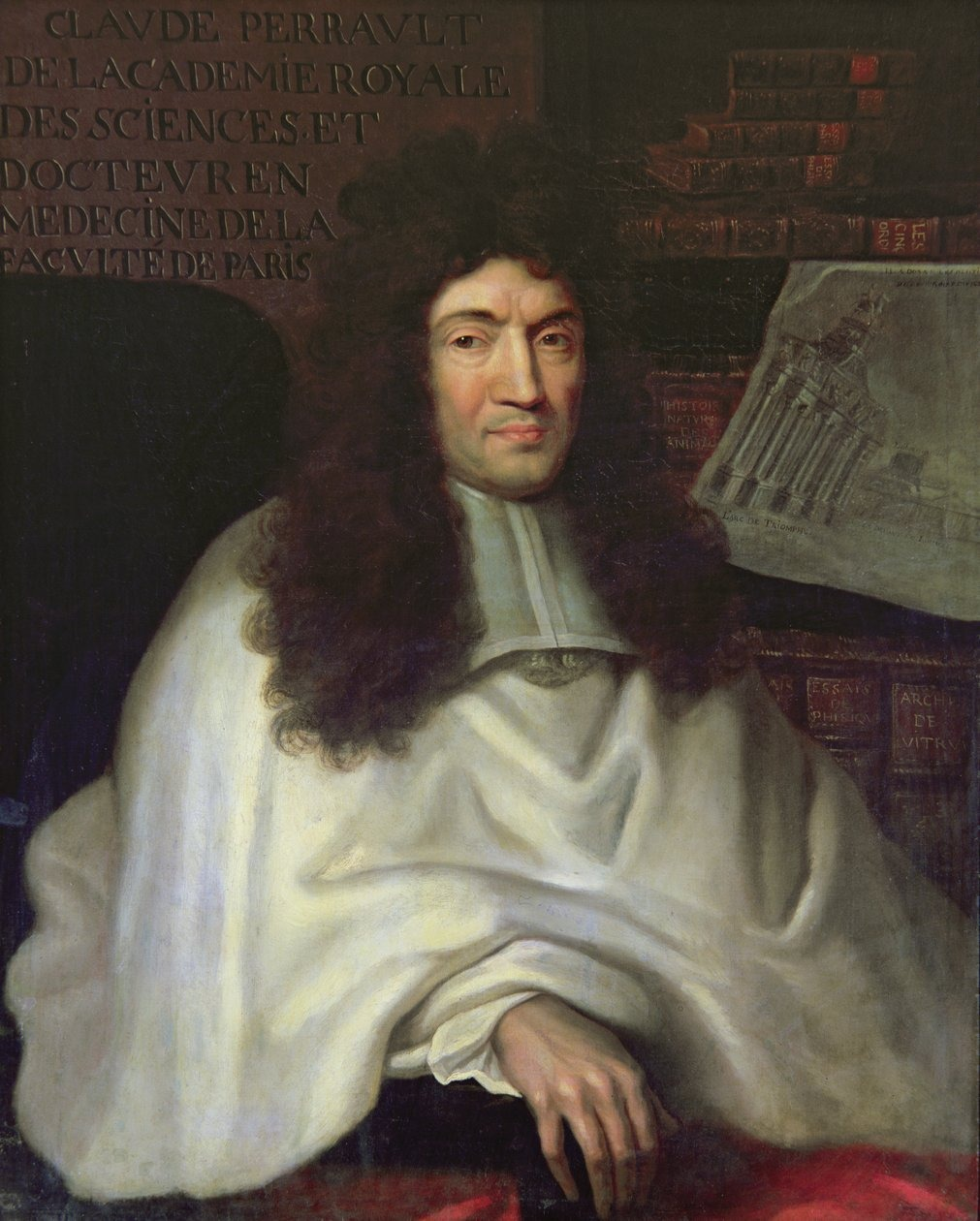
Claude Perrault

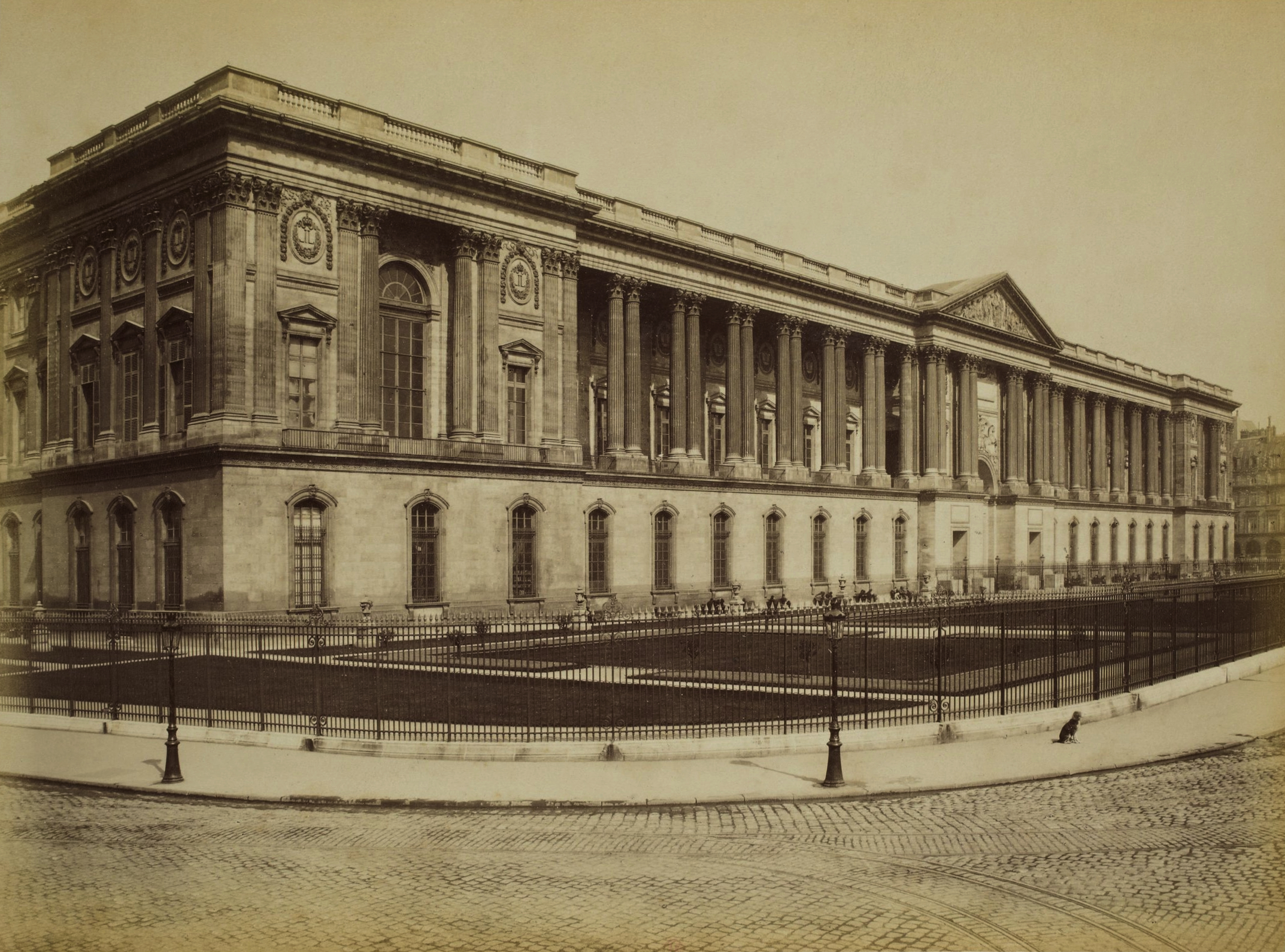
Ostfassade des Louvre mit den von Perrault entworfenen Kolonnaden

Claude Perrault (* 25. September 1613 in Paris; † 9. Oktober 1688 ebenda) war ein französischer Architekt, Kunsttheoretiker, Altphilologe, Mediziner und Naturwissenschaftler.

## Leben und Wirken
Perrault war ein Sohn von Pierre Perrault und dessen Frau Paquette Leclerc. Seine Brüder waren der Hydrologe Pierre Perrault (1611–1680), der Theologe Nicholas Perrault (1624–1662) und der Märchendichter Charles Perrault. Er wurde zunächst am Collège de Beauvais unterrichtet. Anschließend studierte Perrault an der Universität von Paris und machte dort seinen Abschluss als Doktor der Medizin. Unter dem Vorsitz von Jacques Mentel (1597–1671) verteidigte er dort 1639 seine Dissertation. Nach seinem Abschluss praktizierte Perrault als Arzt.
1666 gehörte Perrault zu den Gründungsmitgliedern der Académie Royale des sciences.
Von Perrault stammte mit Les dix livres d’architecture de Vitruve (1673) die wichtigste französische Übersetzung der „Zehn Bücher über Architektur“ des antik-römischen Architekturschriftstellers Vitruv. Mit der Abfassung der Ordonnance des cinq espèces des colonnes selon la méthode des anciens (1683, Ordnung der fünf Säulenarten nach der Methode der Alten), formulierte Perrault ein für die französische klassische Architektur bedeutsames System zur Bildung der Säulenordnungen. 
Perraults Schriften waren in der Querelle des Anciens et des Modernes ein wichtiger Beitrag zur Position der Modernes. Bedeutender Gegner der Brüder Perrault aufseiten der Anciens war der Dichter Nicolas Boileau. Im „Proportionenstreit“ vertrat Perrault gegen François Blondel die Auffassung, dass Schönheit nicht auf ewiggültigen göttlichen Gesetzen („beautez positives“) beruhe, sondern auf zeitbedingten menschlichen Vereinbarungen („beautez arbitraires“).
Perrault war zusammen mit Louis Le Vau und Charles Le Brun Mitglied des Petit Conseil du Louvre, eines Künstlerkollektivs, das 1667, nach dem Scheitern der Bernini-Planung, den Auftrag bekam, die neue Hauptfassade des Louvre an der Ostseite zu entwerfen. Dabei geht das bestimmende Motiv der Fassade, die freistehenden Doppelsäulen über einem Podiumsgeschoss („Kolonnaden des Louvre“) wohl auf Perrault und seinen Bruder Charles zurück. Die Fassade wurde im Frankreich des 17. und 18. Jahrhunderts als Beleg für die Überlegenheit der französischen gegenüber der italienischen, ja sogar der antiken Architektur angeführt und galt mit ihren verborgenen Eisenarmierungen auch in technischer Hinsicht als Wunderwerk. Das Petit Conseil entwarf ebenfalls ab 1667 die Louvre-Südfassade zur Seine.
Von Perrault stammt der Entwurf des 1667 bis 1672 erbauten königlichen Observatoriums in Paris. Des Weiteren entwarf er 1669 einen großen Triumphbogen zu Ehren König Ludwigs XIV. auf der Place du Trône, der heutigen Place de la Nation, in Paris. Er wurde in vergänglichem Material als 1:1-Modell realisiert und nur teilweise in Stein umgesetzt, verfiel bald und wurde 1716 abgetragen. Der 1672 erbaute Pavillon d'Aurore im Schlosspark von Sceaux wird von einigen Autoren Perrault zugeschrieben. Mit einem Treppenhausentwurf für den Louvre und einem Neubauprojekt für die Kirche Sainte-Geneviève übertrug Perrault die Kolonnaden als Stützensystem in den überwölbten Innenraum und bereitete damit den ab 1698 in der Schlosskapelle von Versailles realisierten Baugedanken den Weg.

## Schriften (Auswahl)
Bücher
- Ordonnance des cinq espèces des colonnes selon la méthode des anciens. Paris 1683 (Digitalisat).
  - A treatise of the five orders of columns in architecture […]. London 1708 (Digitalisat).
    - Ordonnance for the five kinds of columns after the method of the ancients. Getty, Santa Monica 1993, ISBN 0-89236-232-4 (Digitalisat).
- Le siècle de Louis le Grand. Paris 1687 (Digitalisat).
- Parallèle des anciens et des modernes en ce qui regarde les arts et les sciences. 4 Bände, 1688–1696.
  - 2. Auflage, 2 Bände, Paris 1692–1693 (Band 1, Band 2).
  - Neue Auflage, 2 Bände, Paris 1693 (Band 1, Band 2).

Anonym beteiligt
- Mémories pour servir a l’histoire naturelle des animaux. Paris 1671 (Digitalisat).
  - Mémoires pour servir à l’histoire naturelle des animaux. Paris 1676 (Digitalisat).

Übersetzungen
- Les dix livres d’architecture de Vitruve. Paris 1673 (Digitalisat) – Übersetzung des Werks De architectura libri decem von Vitruv.
  - 2., überarbeitete, korrigierte und erweiterte Auflage, Paris 1684 (Digitalisat).
    - Éditions Errance, Paris 2005, ISBN 2-87772-319-4.

Postum
- Oeuvres diverses de physique et de mécanique. 2 Bände, Leiden [1721] (Band 1, Band 2) – mit Pierre Perrault (1611–1680).